# Matrice copositive
En mathématiques et plus particulièrement en algèbre linéaire, en optimisation et en complémentarité linéaire, une matrice réelle carrée {\displaystyle M} est dite :
- copositive si pour tout {\displaystyle x\geqslant 0}, {\displaystyle x^{\top }Mx\geqslant 0} ;
- strictement copositive si pour tout {\displaystyle x\geqslant 0} non nul, {\displaystyle x^{\top }Mx>0} ;
- copositive-plus si {\displaystyle M} est copositive et si {\displaystyle x^{\top }Mx=0} et {\displaystyle x\geqslant 0} impliquent {\displaystyle (M+M^{\top })x=0} ;
- copositive-étoile si {\displaystyle M} est copositive et si {\displaystyle x^{\top }Mx=0}, {\displaystyle Mx\geqslant 0} et {\displaystyle x\geqslant 0} impliquent {\displaystyle M^{\top }x\leqslant 0}.

L'ensemble des matrices copositives est noté {\displaystyle \mathbf {CP} }, celui des matrices strictement copositives est noté {\displaystyle \mathbf {CP_{s}} }, celui des matrices copositives-plus est noté {\displaystyle \mathbf {CP_{+}} } et celui des matrices copositives-étoile est noté {\displaystyle \mathbf {CP_{*}} }.
La notion de matrice copositive symétrique a été introduite et étudiée par Motzkin (1952).

## Propriétés immédiates
Les ensembles {\displaystyle \mathbf {CP_{s}} }, {\displaystyle \mathbf {CP_{+}} }, {\displaystyle \mathbf {CP_{*}} }, {\displaystyle \mathbf {CP} } sont des cônes non vides. Les cônes {\displaystyle \mathbf {CP_{s}} } et {\displaystyle \mathbf {CP} } sont convexes (intersections de demi-espaces).
Les ensembles {\displaystyle \mathbf {CP_{s}} }, {\displaystyle \mathbf {CP_{+}} }, {\displaystyle \mathbf {CP_{*}} }, {\displaystyle \mathbf {CP} } sont reliés entre eux par la chaîne d'inclusions suivante :
Aucun de ces ensembles n'est vide, car la matrice identité est strictement copositive (donc {\displaystyle \mathbf {CP_{s}} \neq \varnothing }). Par ailleurs, aucune de ces inclusions n'est une égalité car
{\displaystyle 0\in \mathbf {CP_{+}} \setminus \mathbf {CP_{s}} ,\qquad {\begin{pmatrix}0&-1\\2&1\end{pmatrix}}\in \mathbf {CP_{*}} \setminus \mathbf {CP_{+}} \qquad {\mbox{et}}\qquad {\begin{pmatrix}0&1\\1&1\end{pmatrix}}\in \mathbf {CP} \setminus \mathbf {CP_{*}} .}
Seul le cône {\displaystyle \mathbf {CP} } est fermé (intersection de demi-espaces fermés). Par ailleurs, si l'on note « {\displaystyle \operatorname {adh} A} » l'adhérence d'un ensemble {\displaystyle A}, on a (on approche {\displaystyle M\in \mathbf {CP} } par {\displaystyle M+tI\in \mathbf {CP_{s}} } avec {\displaystyle t\downarrow 0})
On montre aussi facilement les inclusions suivantes :
| {\displaystyle \mathbf {DP} \subset \mathbf {CP_{s}} ,} |  | {\displaystyle \mathbf {SDP} \subset \mathbf {CP_{+}} } | et | {\displaystyle \mathbf {POS} \subset \mathbf {CP} ,} |

où {\displaystyle \mathbf {DP} } désigne l'ensemble des matrices définies positives, {\displaystyle \mathbf {SDP} } désigne l'ensemble des matrices semi-définies positives (à forme quadratique associée positive) et {\displaystyle \mathbf {POS} } désigne l'ensemble des matrices positives.
Propriétés des éléments — Si {\displaystyle M\in \mathbf {CP} }, alors
- {\displaystyle M_{ii}\geqslant 0}, pour tout {\displaystyle i\in [\![1,n]\!]},
- {\displaystyle 4M_{ii}M_{jj}\geqslant [(M_{ij}+M_{ji})^{-}]^{2}}, pour tout {\displaystyle i\neq j} dans {\displaystyle [\![1,n]\!]} ; en particulier, {\displaystyle M_{ii}=0} implique que {\displaystyle M_{ij}+M_{ji}\geqslant 0} pour tout {\displaystyle j\in [\![1,n]\!]}.

Si {\displaystyle M\in \mathbf {CP_{s}} }, alors
- {\displaystyle M_{ii}>0}, pour tout {\displaystyle i\in [\![1,n]\!]},
- {\displaystyle 4M_{ii}M_{jj}>[(M_{ij}+M_{ji})^{-}]^{2}}, pour tout {\displaystyle i\neq j} dans {\displaystyle [\![1,n]\!]}.

## Critères de copositivité
Le problème de décision consistant à déterminer si une matrice {\displaystyle M\in \mathbb {Q} ^{n\times n}} est copositive est co-NP-complet.

### Critères fondés sur les sous-matrices principales
Pour les matrices symétriques, on dispose de critères utilisant la décomposition spectrale des sous-matrices principales. Le résultat suivant est dû à Kaplan (2000). La notation {\displaystyle v>0} signifie que toutes les composantes de {\displaystyle v} sont/doivent être strictement positives.
Critères spectraux — Soit {\displaystyle M\in \mathbb {R} ^{n\times n}} symétrique. Alors
- {\displaystyle M\in \mathbf {CP} } si, et seulement si, tous les vecteurs propres {\displaystyle v>0} des sous-matrices principales de {\displaystyle M} ont leur valeur propre {\displaystyle \geqslant 0},
- {\displaystyle M\in \mathbf {CP_{s}} } si, et seulement si, tous les vecteurs propres {\displaystyle v>0} des sous-matrices principales de {\displaystyle M} ont leur valeur propre {\displaystyle >0}.

### Critères simplexiques
Pour les matrices symétriques, voir Andersson, Chang et Elfving (1995), Bundfuss et Dür (2008).

## Copositivité et complémentarité linéaire

### Problème de complémentarité linéaire
Étant donnés une matrice réelle carrée {\displaystyle M\in \mathbb {R} ^{n\times n}} et un vecteur {\displaystyle q\in \mathbb {R} ^{n}}, un problème de complémentarité linéaire consiste à trouver un vecteur {\displaystyle x\in \mathbb {R} ^{n}} tel que {\displaystyle x\geqslant 0}, {\displaystyle Mx+q\geqslant 0} et {\displaystyle x^{\!\top }(Mx+q)=0}, ce que l'on écrit de manière abrégée comme suit :
{\displaystyle {\mbox{CL}}(M,q):\qquad 0\leqslant x\perp (Mx+q)\geqslant 0.}

### Existence de solution
En général, la copositivité de {\displaystyle M} ne suffit pas pour que {\displaystyle \operatorname {CL} (M,q)} ait une solution, quel que soit {\displaystyle q}. Par exemple, {\displaystyle 0\in \mathbf {CP} }, mais {\displaystyle \operatorname {CL} (0,q)} a une solution si, et seulement si, {\displaystyle q\geqslant 0}. Le résultat suivant donne des conditions sur {\displaystyle (M,q)} avec {\displaystyle M\in \mathbf {CP} } pour que {\displaystyle \operatorname {CL} (M,q)} ait une solution.
Existence de solution avec matrice copositive — Si {\displaystyle M\in \mathbf {CP} } et {\displaystyle q\in \{x\in \mathbb {R} _{+}^{n}:x^{\top }Mx=0,~Mx\geqslant 0\}^{+}} (cône dual positif), alors {\displaystyle \operatorname {CL} (M,q)} a une solution.
En corollaire, on a
où
- {\displaystyle \mathbf {R_{0}} } désigne l'ensemble des R0-matrices, c'est-à-dire des matrices {\displaystyle M} telles que {\displaystyle \operatorname {Sol} (M,0)=\{0\}} ou encore telles que {\displaystyle 0\leqslant x\perp Mx\geqslant 0} implique que {\displaystyle x=0},
- {\displaystyle \mathbf {Q} } désigne l'ensemble des Q-matrices, c'est-à-dire des matrices {\displaystyle M\in \mathbb {R} ^{n\times n}} pour lesquelles le problème de complémentarité linéaire {\displaystyle \operatorname {CL} (M,q)} a une solution quel que soit {\displaystyle q\in \mathbb {R} ^{n}}.

## Propriétés variationnelles
Les caractérisations suivantes de la copositivité (stricte) d'une matrice {\displaystyle M\in \mathbb {R} ^{n\times n}} se font au moyen de la fonction quadratique
{\displaystyle \varphi :\mathbb {R} ^{n}\to \mathbb {R} :x\mapsto x^{\top }(Mx+q),}
où {\displaystyle q\in \mathbb {R} ^{n}}. On y a noté {\displaystyle \mathbb {R} _{+}^{n}:=\{x\in \mathbb {R} ^{n}:x\geqslant 0\}} l'ensemble des vecteurs dont les composantes sont positives.
Caractérisations de la copositivité — Soit {\displaystyle M\in \mathbb {R} ^{n\times n}}. On a
- {\displaystyle M\in \mathbf {CP} } si, et seulement si, pour tout {\displaystyle q\geqslant 0}, {\displaystyle \varphi } est bornée inférieurement sur {\displaystyle \mathbb {R} _{+}^{n}},
- {\displaystyle M\in \mathbf {CP_{s}} } si, et seulement si, pour tout {\displaystyle q\in \mathbb {R} ^{n}}, {\displaystyle \varphi } est bornée inférieurement sur {\displaystyle \mathbb {R} _{+}^{n}}.